# Criticonoma esoterica
Criticonoma esoterica är en fjärilsart som beskrevs av László Anthony Gozmány. Criticonoma esoterica ingår i släktet Criticonoma och familjen äkta malar. Inga underarter finns listade i Catalogue of Life.